# John Sundberg
Pour les articles homonymes, voir Sundberg.
Nils Johan "John" Sundberg, né le 20 décembre 1920 à Gävle (Suède) et mort le 10 février 2004 à Nordanstig (Suède), est un tireur sportif suédois.

## Palmarès
- Jeux olympiques d'été de 1956 à Melbourne :
  -  Médaille de bronze en carabine à 50 mètres trois positions.